# 구마모토현
구마모토현(일본어: 熊本県 구마모토켄[*])은 일본 규슈 중앙부에 있는 현이며 현청 소재지는 구마모토시(熊本市)이다. 아리아케해, 야쓰시로해, 동중국해와 접하고 있다.
구마모토현은 선사 시대부터 사람들이 거주하며 수렵과 채집 생활을 했으며, 많은 석기 시대 유물과 유적이 발견되었다. 고대에는 히고국으로 불렸고 중요한 고분들이 조성되었으며, 도요토미 히데요시 시기 가토 기요마사에 의해 지금과 같은 이름이 사용되기 시작했다. 메이지 유신 이후 폐번치현을 거쳐 현재의 구마모토현으로 개칭되었고, 신정부의 개혁에 참여하며 근대화가 추진되었다. 이후 구마모토현은 내란과 반란을 겪었지만, 안정화되면서 중요한 군사도시로 성장했다. 현대에는 전후 복구와 경제 발전을 통해 다시 번영을 이루었으며, 아마쿠사 지역의 기독교 부흥과 문화적 다양성으로 주목받으며 관광 자원으로 자리잡고 있다.

## 명칭
구마모토(熊本)라는 지명은 옛날에는 구마모토(隈本)라고 썼다. 구마모토라는 이름의 유래에는 여러 가지 설이 있지만, 기쿠치 노리타카에서 유래한다는 전승이 있다. 구마모토(隈本)라는 이름이 문헌에 나타난 것은 난보쿠초 시대 이후로, 이것을 가토 기요마사가 '隈'가 외(まる)자를 포함하기 때문에 무장 거성의 이름에 어울리지 않는다고 하여 '熊'로 변경했다고 한다.

## 지리
규슈의 중앙부에 위치해 후쿠오카현, 오이타현, 미야자키현, 가고시마현과 경계를 접한다. 아리아케해를 사이에 두고 나가사키현과도 접한다. 동부 지역에는 아소산이나 규슈 산지의 산들이 우뚝 솟아 있으며, 서부 지역은 구마모토평야가 아리아케해와 접하고 야쓰시로평야의 리아스식 해안은 야쓰시로해와 접한다. 그 사이에 우토반도(宇土半島)가 아마쿠사 제도(天草諸島)와 연결된다. 수자원을 지하수만으로 충당하는 세계적으로 희귀한 지역이다.
- 일본 규슈 지방
- 인접 도도부현: 미야자키현, 오이타현, 후쿠오카현, 나가사키현, 가고시마현

### 기후
현 전체가 태평양 측 기후에 속해 온난하지만 겨울과 여름의 기온차가 심하다.
- 구마모토 지방은 연평균 기온이 16도 이상으로 온난하여 여름에는 35도 이상의 무더위가 이어지는 날이 많다. 겨울에는 최저 기온이 영하로 내려가는 경우는 많지만 눈은 적다. 구마모토시의 연평균 기온은 약 16-17°C이다. 아리아케해에 접해 있지만 구마모토 평야는 금봉산과 아소산 사이에 분지를 형성하기 때문에 내륙형 기후에 가깝다. 여름철에는 기온이 35도를 넘는 무더위가 오는 경우도 적지 않아 저녁에는 '히후의 유채'라고 불리는 무풍 상태가 되기 때문에 매우 무더운 날씨다. 2005년에는 연간 106일의 폭염일수를 기록했다. 장마철인 6월, 7월에는 연평균 강수량 약 2,000mm 중 약 40%가 집중된다. 겨울은 강설이나 적설은 적지만 아침에는 추위가 심해 1981~2010년 통계에 따르면 1월은 평균 12.4일이 최저기온 0°C 이하의 겨울 날씨였다.

- 아소 지방은 산지형 기후로 규슈에서 제일 한랭한 지역이면서 겨울에는 대설이 자주 내린다. 또 기슭의 평지(아소시 등)에서는 기상 조건에 따라 눈이 쌓이는 경우도 있다. 또 최저 기온은 영하까지 내려갈 수 있다. 한기가 유입되면 아소산 상에서는 드물게 -15°C 정도까지 기온이 내려가는 경우가 있다. 여름에는 구마모토시 주변이 35°C 이상의 폭염일 때는 30°C에 육박하거나 도달할 수 있다. 아소산 상에서는 기온이 30°C에 도달하는 일은 없다. 강수량은 연중 2,800mm 정도로 비가 많이 내린다.
- 야마쿠사 지방은 여름과 겨울의 기온차가 적은 편이고 연평균 기온은 17도이며 강수량은 1,800mm이다. 한겨울에도 평균 최저 기온이 2-5도 전후로 따뜻하다. 연간 강수량은 2,000mm 정도이다.

- 구마 지방(球磨地方)에서는 히토요시 분지(人吉盆地)를 중심으로 한 내륙 기후와 산지형 기후가 나타나 일교차가 심하다. 연 강수량도 2,400mm 정도로 많고 여름에는 폭염이 찾아오지만 겨울에는 최저기온이 영하까지 떨어지는 날도 많다.

## 역사
선사시대에 현내에서 사람들이 수렵·채집 활동을 개시하여 생활하기 시작했으며 이는 지금으로부터 3만 년 이상 전이다. 구마모토시 히라야마정에서 많은 석기시대 유물 및 유적이 출토되고 있다. 이들의 시기는 아카호야 화산재나 도량·담택 화산재(AT) 퇴적의 토층 확인이나 방사성 탄소 연대 측정우로 추정한다.
고대에는 4세기 후반기에 우도 반도 기부에 스리바치산 고분(우토시, 96m), 사코노카미 고분(우토시, 56m) 등의 전방후원분이 조성되었다. 다마나군 와스이정(구 기쿠스이정)에 5세기말~6세기초에 조성된 전방후원인 에타후나야마 고분이 대표적이다. 이 고분에서 많은 대도가 출토되었다.
구마모토현의 영역은 과거 히고국과 거의 겹치지만 히고국을 포함한 광범위한 영역은 고대에는 히국(火國)이라고 불렸다. 히국의 중심은 야시로군 히이고(히카와 유역)로 다씨와 같은 계열의 유력 호족인 화군이 있었다. 히국은 이윽고 현재의 사가현·나가사키현의 지역을 포함하게 되었는데, 7세기 말엽에 히젠국과 히고국으로 나뉘었다.
히고국은 생산력이 높고 풍부한 땅으로 지리적으로도 중요하다고 판단되었기 때문에 율령체제 하에서는 강대국 중 하나로 여겨졌다. 도요토미 히데요시에 의해 히고(肥後) 지역의 다이묘가 된 가토 기요마사가 '구마모토'라는 명칭을 사용한 데서 이름을 유래하였다. 메이지 유신 이전까지는 히고국으로 불리는 지역이었고 폐번치현 때 구마모토현으로 바뀌었다. 도요토미 히데요시의 죽음으로 일본군은 정유재란에서 패배하고 퇴각했다. 가토 기요마사는 퇴각 과정에서 수만명의 울산 사람들을 전쟁 포로로 끌고 갔고 그들을 구마모토성 축조에 동원했다.
세키가하라 전투 후 가라쓰번 12만 석의 영주인 데라자와 히로타카의 영지가 되었는데, 데라사와는 기리시탄을 탄압하고 또 가혹한 징세를 실시함에 따라 간에이 14년 10월 25일(1637년 12월 11일)에 시마하라의 난이 일어나자 주민의 절반이 참여하여 전멸당한 후 아마쿠사는 천령이 되었고 초대 대관인 스즈키 시게나리의 진력으로 아마쿠사는 점차 부흥해 갔다.
메이지 시기인 1871년 히고국에는 구마모토현과 야시로현이 설치되었다가 구마모토현은 이후 시라카와현으로 변경되고 1873년 시라카와현과 야시로현이 합병해 시라카와현이 되었다. 1876년 다시 구마모토현으로 개명되고 현재의 구마모토현이 탄생했다. 이 시기 구마모토현은 신정부의 개혁에 적극적으로 참여하며 근대화를 추진했다. 실학당과 근황당과 같은 학파들이 형성되어 다양한 정치적, 사회적 개혁을 추구했다. 또한 이 지역에서는 자유민권운동이 활발히 일어나 민권과 자유를 요구하는 목소리가 높았다. 메이지 3년에는 호소카와씨가 실학당의 협력을 받아 구마모토현의 개혁을 주도했다.
세이난 전쟁과 신푸렌의 난 등 구마모토현은 메이지 시대 중반까지 내란과 반란의 무대가 되기도 했다. 그러나 이후 지역은 안정화되었고, 구마모토현은 일본의 중요한 군사도시로 성장했다. 근대화 과정에서 철도와 상수도 등 인프라가 정비되었으며, 특히 구마모토시는 도시계획과 공공교통의 발전을 통해 성장했다.
현대에 들어서는 전쟁의 영향을 받았으나 전후 복구와 경제 발전을 통해 다시 번영을 이루었다. 구마모토현은 특히 아마쿠사 지역에서의 기독교 부흥과 문화적 다양성으로 주목받았으며, 이 지역의 역사적 유산과 자연환경은 일본의 중요한 관광 자원으로 자리매김하고 있다.

## 인구
구마모토현의 인구는 전후 일관되게 증가해 1995년에는 약 186만 명에 달했다. 그러나 규슈 지방 제3의 도시인 구마모토시(약 74만 명)나 구마모토 도시권(인구 약 111만 명으로 현 인구의 과반수를 차지)에 포함되는 지자체는 인구 증가가 견고하지만 다른 시정촌에서는 인구 감소가 현저해지고 있다. 그 때문에 현 전체로는 2009년 무렵부터 인구가 감소세로 돌아섰다. 또한 2012년 기준으로 정령지정도시가 있는 도도부현 중에서는 가장 인구가 적다. 또 현에서 가장 많은 인구를 보유한 구마모토시와 현에서 제2위의 인구를 보유한 야시로시 사이에는 약 61만 명의 차이가 나 구마모토시로의 인구 집중이 현저하다.

## 경제
2015년의 현내 총생산은 5조 5794억 엔이다. 대략 세계의 3분의 2의 나라보다 큰 경제 규모를 가지고 있다. 1인당 현민 소득은 226.5만 엔이다.

### 농수산업
일본 유수한 농업 현으로 알려지면서 농업 산출액(2007년)은 전국 7위(규슈 3위)이다. 각 품목의 생산량을 보면 토마토와 잎담배는 전국 1위, 수박, 밤, 가지, 생강은 전국 2위, 메론, 딸기가 전국 3위의 생산량을 나타낸다. 또 데코폰(한라봉), 여름귤의 명산지이다.
아리아케해나 아마쿠사해 연안에서 참새우나 김, 진주 등의 양식이 행해지고 있다.

### 제조업
근대 이후에도 제조업은 두드러지게 발전하지 않고 제1차 산업, 제3차 산업의 비중이 높았지만 현재 하이테크 산업이나 수송기계의 기업 유치를 적극적으로 하고 있다. 최근에는 태양전지 관련 산업의 진흥에도 힘을 쓰고 있다.

### 현내에 거점 사업소가 있는 주요 기업
| - 파나소닉시스템네트웍스(다마나군 와스이정) - 후지필름 규슈(기쿠치군 기쿠요정) - 르네서스 세미컨덕터 매뉴얼링(구마모토시) - 르네서스 세미컨덕터 패키지&테스트솔루션즈 (구마군 니시키정) - 카가 컴포넌트(구마군) - 야마하 구마모토 프로덕트(야시로시) - YKK(야시로시) - 일본합성화학공업(우토시) - 일본전자재료(기쿠치시) - 도쿄 캐소드 연구소 (아소군 니시하라촌) - 테라 다인 (영어판) (기쿠치군 오쓰마치) - HOYA(기쿠치군 오쓰정) - NOK(아소시) | - 후쿠토메 햄(기쿠치시) - 오사카제철(우토시) - 규슈 제비타월(시모마시키군 미사토정) - 규슈 후지빵 (우키시) - 후지 델리카(우키시) - 야마자키 제빵 (우키시) - 로체(고시시) - 미쓰이 하이테크(기쿠치군 오쓰정) - 제이 디바이스(기쿠치군 오쓰정) - 일본 담배산업 (고시시) - 미쓰비시전기(고시시) - 후지 전기시스템즈(다마나군 난칸정) - 릭실(다마나군 나가스정) - 규슈 후지 샷시(타마나군 나가스정) - 히라타기공(구마모토시) - 혼다 기켄공업(기쿠치군 오쓰정) - 산토리 규슈(가미마시키군 가시마정) - 규슈리카(구마군 다라기정) - 재팬 마린 유나이티드(다마나군 나가스정) - 산와 화학연구소(우토시) - 고아쓰 공업 (우키시) |

## 지역

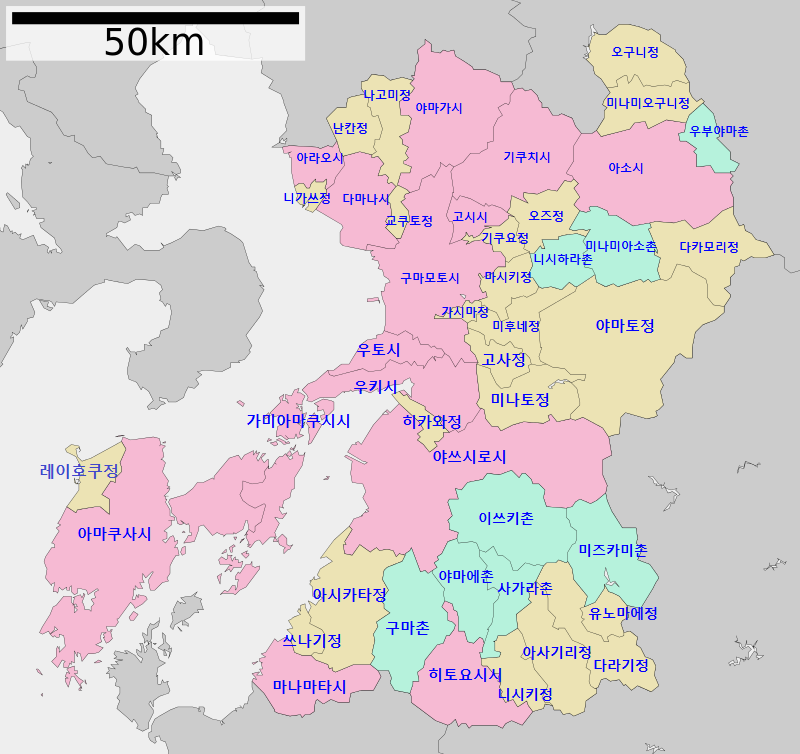
구마모토현 지도

| - 아라오시(荒尾市) - 다마나시(玉名市) - 다마나군(玉名郡) - 교쿠토정(玉東町) - 난칸정(南関町) - 나가스정(長洲町) - 나고미정(和水町) - 야마가시(山鹿市) - 기쿠치시(菊池市) - 고시시(合志市) - 기쿠치군(菊池郡) - 오즈정(大津町) - 기쿠요정(菊陽町) - 아소시(阿蘇市) - 아소군(阿蘇郡) - 미나미오구니정(南小国町) - 오구니정(小国町) - 우부야마촌(産山村) - 다카모리정(高森町) - 니시하라촌(西原村) - 미나미아소촌(南阿蘇村) - 구마모토시(熊本市) - 현청 소재지 - 히가시구 · 주오구 · 니시구 · 미나미구 · 기타구 - 우토시(宇土市) - 우키시(宇城市) - 시모마시키군(下益城郡) - 미사토정(美里町) | - 가미마시키군(上益城郡) - 미후네정(御船町) - 가시마정(嘉島町) - 마시키정(益城町) - 고사정(甲佐町) - 야마토정(山都町) - 야쓰시로시(八代市) - 야쓰시로군(八代郡) - 히카와정(氷川町) - 미나마타시(水俣市) - 아시키타군(葦北郡) - 아시키타정(芦北町) - 쓰나기정(津奈木町) - 히토요시시(人吉市) - 구마군(球磨郡) - 니시키정(錦町) - 다라기정(多良木町) - 유노마에정(湯前町) - 미즈카미촌(水上村) - 사가라촌(相良村) - 이쓰키촌(五木村) - 야마에촌(山江村) - 구마촌(球磨村) - 아사기리정(あさぎり町) - 가미아마쿠사시(上天草市) - 아마쿠사시(天草市) - 아마쿠사군(天草郡) - 레이호쿠정(苓北町) |

## 교통

### 항공
- 구마모토 공항
  - 국내선: 도쿄, 나고야, 오사카, 고베, 시즈오카
  - 국제선:  대한민국 서울
- 아마쿠사 비행장

### 철도
- 규슈 여객철도
  - 규슈 신칸센
  - 가고시마 본선
  - 호히 본선
  - 히사쓰선
  - 미스미선
- 구마모토시 교통국
- 구마모토 전기철도
- 미나미아소 철도
- 구마가와 철도
- 히사쓰 오렌지 철도

### 도로
- 고속도로
  - 규슈 자동차도

- 국도
  - 국도 제3호선
  - 국도 제57호선
  - 국도 제208호선 (일본)(일본어판)
  - 국도 제212호선 (일본)(일본어판)
  - 국도 제218호선 (일본)(일본어판)
  - 국도 제219호선 (일본)(일본어판)
  - 국도 제221호선
  - 국도 제265호선 (일본)(일본어판)
  - 국도 제266호선 (일본)(일본어판)
  - 국도 제267호선 (일본)(일본어판)
  - 국도 제268호선 (일본)(일본어판)
  - 국도 제324호선 (일본)(일본어판)
  - 국도 제325호선 (일본)(일본어판)
  - 국도 제387호선 (일본)(일본어판)
  - 국도 제388호선 (일본)(일본어판)
  - 국도 제389호선 (일본)(일본어판)
  - 국도 제442호선 (일본)(일본어판)
  - 국도 제443호선 (일본)(일본어판)
  - 국도 제445호선 (일본)(일본어판)
  - 국도 제446호선
  - 국도 제501호선 (일본)(일본어판)
  - 국도 제503호선 (일본)(일본어판)

## 방송
- NHK 구마모토 방송국
- 구마모토 방송
- TV 구마모토
- 구마모토현민 TV
- 구마모토 아사히 방송

## 자매·우호 교류 협정 지역
- 대한민국 충청남도
- 미국 몬태나주
- 중국 광시 좡족 자치구

## 만화 《짱구는 못말려》의 배경이 된 곳
《짱구는 못말려》의 주인공 신짱구의 외할아버지인 봉선달(일본명: 코야마 요시지)와 외할머니인 이영선(일본명: 코야마 히사에)의 집으로, 봉미선(일본명: 노하라 미사에)와 봉미자(일본 이름: 코야마 마사에), 봉미소(일본 이름: 코야마 무사에)의 고향이기도 하다.